# Губандру (Олт)
Губандру (рум. Gubandru) насеље је у Румунији у округу Олт у општини Балдовинешти. Oпштина се налази на надморској висини од 174 m.

## Становништво
Према подацима из 2002. године у насељу је живело 149 становника, од којих су сви румунске националности.